# Urayasu
Urayasu (浦安市 Urayasu-shi?), este un municipiu din Japonia, prefectura Chiba.